# G力
G力（英語： 或 ），也可稱「重力」。
原為一航空專有名詞，現在廣泛作為移動或改變切線，或是加速度與減速度時承受力道的單位。

## 定義
「G｣：地球表面的重力加速度；飛行器加上載重和駕駛員之重量，且飛行器處於平飛時，這種狀態定義為「1G｣。而當飛行器改變慣性，如加減速或是進行非直線動作時即會產生正或負的重力（G）。
當飛行器加速或攀升，而導致重力由上往下，或進行非直線的動作的慣性力，就會產生正G力，產生G力與地面位置無直接關係而與飛行器原有位置及方向有關，例如飛行器上下顛倒並往地面接近時，即使地面是在下方亦會產生正G力。
相對的當飛行器減速或下降而使重力由下往上時，就會產生負G力，此時的上下亦與地面位置無直接關係。
當前航空科技已發展出向量噴嘴及新操控方式和組件，能使飛行器的行進方向與機身方向不同，此時機鼻方向的改變也會造成G力。

## 影響
其實在生活中隨時都會產生額外G力，但是多半因為過於微小因此往往被忽略，若要明顯體驗則可利用高速的器材或交通工具，例如雲霄飛車或民航機，但此類方式所產生的G力仍舊在一般人體的可承受範圍之內，而對於隨時在進行超高速動作飛行器上的飛行員而言，G力卻是不可忽視的一個重要關鍵，且往往決定生死。
首先是飛行器的組件，包括蒙皮及剛性結構、接合點...皆有可能因為高或長期的G力之影響，而產生材質疲勞或劣化，極有可能會造成損壞而導致嚴重後果，甚至是支撐不住而空中解體。
一般而言，正常狀態下的人體所能承受的最大極限為正9G到負3G之間，而當正G力越大時，血液會因壓力而從頭部流向腿部而使腦部血液量銳減，此時二氧化碳濃度會急遽增加，並因缺血缺氧而影響視覺器官造成所謂的「黑視症」（Blackout）。
反之，當負G力過大時，身體的血液會反向的由下往腦部集中，造成腦部充血危及微血管，同時眼球也因過度充血而使得進入的光線都呈現血液色，稱為「紅視症」（Redout）。
一般來說，短暫的「紅視症」與「黑視症」只是人體自我保護機制產生的警訊，用以警告人體已經瀕臨極限，倘若繼續維持甚至增加G力，腦部將再因保護機制而導致昏厥，此時位於空中的飛行器即有極度危險；接著，當G力超過人腦所能負荷極限時，則人腦將因長時間過度缺氧或充血的血管破裂而造成永久性傷害，最嚴重的即是因腦部嚴重損傷而死亡，或是脆弱的內部組織因持續遭受高G力而產生破裂，造成嚴重出血並危及生命。
另外根據研究，許多飛航意外喪生的乘客，都是因為墜落過程或觸地一瞬間產生的強大G力即已死亡，而非之後的災難（火災、壓迫......）而導致死亡。

## 對策
目前最有效也最普遍的減緩方式是抗G衣，當高正G力產生時，飛行員所穿著的抗G衣即會在四肢充氣增加壓力藉以逼使血液回流至腦部；但是一般抗G衣會因手部末端充氣而導致無法精準操控，因此部分新式抗G衣增加自我監測微調或利用液壓而達到精準的血液流量控制。
動態恢復是現在正研究的一種輔助方式，系統隨時監測飛行員的生理狀態，當飛行員陷入昏厥時系統自動接手飛行器，將飛行器校正至G力較小的狀態，同時利用刺激裝置（電擊、嗅覺......）使飛行員清醒。